# Verna Burnard
Verna Burnard, född 19 augusti 1956, är en australisk friidrottare. Hon deltog vid olympiska sommarspelen 1976.